# کیزیل-اوزیوک
کیزیل-اوزیوک (به لاتین: Kyzyl-Ozyok) یک منطقهٔ مسکونی در روسیه است که در جمهوری آلتای واقع شده‌است.